# Abbott i Costello w Legii Cudzoziemskiej
Abbott i Costello w Legii Cudzoziemskiej (ang. Abbott and Costello in the Foreign Legion) – amerykański  film komediowy z 1950 roku z udziałem znanego w tamtych czasach duetu komików Abbott i Costello. 